# Campo de rugby Las Terrazas
Las Terrazas es un campo de rugby situado en la Calle Nardo en Alcobendas (Madrid) España. Está en la conexión de la Moraleja con el Arroyo de la Vega, detrás del Centro Comercial Diversia, a pocos metros del Centro Cívico Anabel Segura. En él juega el equipo de la localidad, el Alcobendas Rugby, sus partidos oficiales de División de Honor. También jugó sus partidos como local el desaparecido M.A.R.U.

## Las instalaciones

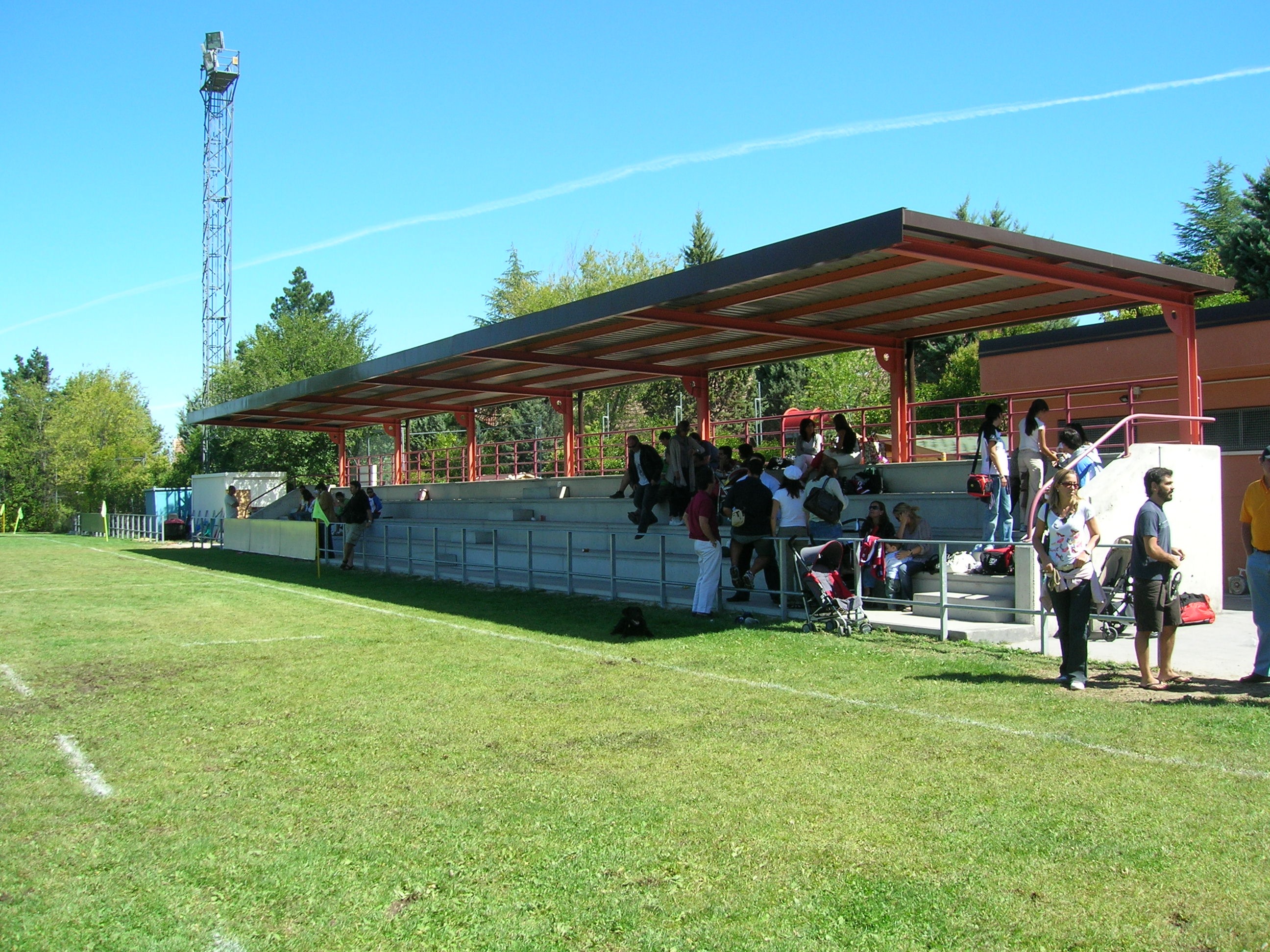
Grada principal

Las instalaciones cuentan con un campo de rugby de hierba artificial, grada principal cubierta en uno de los laterales, vestuarios para local, visitante y cuerpo arbitral y dos pequeños almacenes de material deportivo. Igualmente, los días de partido abre el bar del club, encargado, además, de preparar el popular tercer tiempo después de los partidos. En el año 2018, sufrió una serie de remodelaciones importantes con la instalación de césped artificial (lo que amplió notablemente el largo y ancho del terreno de juego para adaptarlos a las medidas oficiales internacionales), así como la construcción de una nueva zona perimetral, banquillos nuevos y nuevas torres de iluminación. 
Se especuló recientemente la posibilidad de derribar las instalaciones para poder construir un aparcamiento subterráneo que descongestionara la zona, carente de suficientes plazas de aparcamiento. Sin embargo, este plan parece de momento descartado por el Ayuntamiento de Alcobendas.